# Улюмджиев, Юрий Олегович
Ю́рий Оле́гович Улюмджи́ев (20 декабря 1982, Элиста, СССР) — российский футболист, нападающий.

## Карьера
Начинал карьеру в родной Элисте. В 2000 году был заявлен «Ураланом». В 2001 году играл за клуб Второго дивизиона «Жемчужина» из Сочи. В российской Премьер-лиге дебютировал 2 ноября 2002 года в матче 28-го тура чемпионата против московского «Торпедо», выйдя на замену Андрею Оспешинскому и удостоившись на последней минуте жёлтой карточки. В этом матче случился любопытный факт, Юрий Улюмжиев стал первым калмыком, выступающим в Премьер-лиге. Всего же в первом сезоне провёл 2 матча в чемпионате и одну игру в Кубке страны. В 2005 перешёл в дублирующий состав томской «Томи», однако по мнению тренера клуба Эдуарда Барышева не подходил клубу ни по возрасту, ни по уровню амбиций. В 2006 году вновь вернулся в Элисту в ФК «Элиста», за который сыграл 10 матчей и забил 1 гол.